# 礼堂駅
礼堂駅（イェダンえき）は、大韓民国全羅南道宝城郡にある韓国鉄道公社（KORAIL）慶全線の駅である。

## 駅構造
- 島式ホーム1面2線の地上駅。

## 歴史
- 1932年11月1日：普通駅として開業[1]。

## 隣の駅
韓国鉄道公社
慶全線
鳥城駅 - 礼堂駅 - 得粮駅